# Emoia mokosariniveikau
Emoia mokosariniveikau är en ödleart som beskrevs av  George R. Zug och INEICH 1995. Emoia mokosariniveikau ingår i släktet Emoia och familjen skinkar. Inga underarter finns listade i Catalogue of Life.